# Souvislosti
Revue Souvislosti je český literární časopis, od roku 1994 vydávaný s periodicitou čtyři čísla ročně. Začal vycházet na jaře 1990 v návaznosti na nulté číslo samizdatového časopisu Portál; první čísla také zpřístupňovala obsah samizdatového časopisu Komunikace, redigovaného Josefem Mlejnkem. Podtitul časopisu zněl v letech 1990–1991 Revue pro křesťanskou kulturu, v letech 1992–2001 Revue pro křesťanství a kulturu a od roku 2002 do současnosti Revue pro literaturu a kulturu. V devadesátých letech se řízení redakční práce věnovali především Josef Mlejnek, Květoslava Neradová, Robert Krumphanzl a Martin C. Putna. Od roku 1999 redakci tvořili Martin Valášek, Petr Borkovec a Petr Šrámek, nynějšími redaktory jsou Valášek a Šrámek.

## Charakteristika časopisu
Souvislosti jsou v principu otevřeny tématům ze všech období i všech jazykových oblastí, aktuální tvorbě i různým druhům reflexe, próze i poezii. Rozsáhlá čísla (v současnosti kolem 200 stran) poskytují prostor pro literární kritiku, komentáře, edice dokumentů k literární a kulturní historii, překlady, rozsáhlejší úvahy s širokým tematickým rozpětím, rozhovory, osobně laděné eseje, novou prozaickou i básnickou literární tvorbu a recenze; obsahují také komentovanou fotografickou přílohu. Ke stálým přispěvatelům a spolupracovníkům patří mj. Jiří Pelán, Petr Král, Patrik Ouředník, Radovan Charvát, Jaromír Typlt, Sylva Fischerová, Martin Nodl, Jiří Zizler, Alena Dvořáková, Nikola Mizerová, Pavel Novotný, Zuzana Li, Denis Molčanov, Marta Ljubková, Daniela Theinová a několik desítek dalších výrazných autorů.

## Tematická čísla
Tendence sestavovat příspěvky tak, aby jednotlivá čísla měla tematickou dominantu, se v časopise projevovala již od roku 1992, od ročníku 1993 jsou tematická vymezení uváděna i na obálce. Nejprve vyšla čísla obracející se k tématům feminismu (4/1992) a smrti (5/1992), undergroundu se věnuje číslo Člověk v podzemí (1/1993), vztahům tvorby, křesťanství a psychoanalýzy číslo Básníci, věštci, psychiatři (2/1993). Následují tato témata: Moc a bezmoc (3/1993), ekologie (Země, země!, 4–5/1993), Apokalypsa (1/1994), Umění, sakrálno, kýč (2/1994), Mystiky / Příběhy (3/1994), Germáni, romantici, nacisté (4/1994), Apokryf (1/1995), Slované (2/1995), Rodiny a samoty (3/1995), Katolíci a demokracie (4/1995), Řecko (1/1996), Místo a místa (2–3/1996), Dětství (4/1996), Slovinsko (1/1997), Stáří (2/1997), Světy / Islám (3–4/1997), Malíři a básníci (1/1998), Překlad a překladatel (2/1998), Polsko / Maďarsko (3–4/1998), Křesťané a Orient / Věra Linhartová (1/1999), Slovo v prostoru / Věra Linhartová II (2/1999), Výprodej křesťanství / Nečitelnost / Věra Linhartová III (3–4/1999), Školy / Žalm 30 (1/2000), Duchovní hudba / Vladimír Holan (2/2000), Pod strženým sloupem (3–4/2000), Architektura v prostoru a v čase / Stanislav Zedníček (1/2001), Oko / Péter Esterházy (2/2001), Irsko / Pohádka / Jiří Němec (3–4/2001), Řím / Otec Alexandr Meň (1/2002), Jiný jazyk / Ivan Matoušek / Ivan Blatný ve fondech 1. správy MV (2/2002), O Misera Boemia... / Thomas Bernhard (3–4/2002), Alexandr Stich / Světovka / Milovníci sloupů (Pět rakouských básníků) (1–2/2003), Hostina / Typlt / Karel Hynek Mácha I (3/2003), Homosexualita v literatuře / Karel Hynek Mácha II (4/2003), Ezra Pound / Filmový dokument (1/2004), Utopie / Oresteia (2/2004), Písmo / Zsuzsa Takácsová (3/2004), Karel VI. Schwarzenberg / Anna Barkovová (4/2004), Zdeněk Kalista / Szilárd Borbély (1/2005), Sudety I / Wallace Stevens (2/2005), Sudety II / Bohdan Chudoba (3/2005), Strom / Wallace Stevens II (4/2005), Gao Xingjian / Svlékání básně (Osm ruských minimalistů) / Jan Franz (1/2006), Velká Malá Británie / Albert Vyskočil (2/2006), Mojmír Otruba / Deset slovenských básníků (3/2006), Vzdálená láska / Jerzy Stempowski (4/2006), Překladatel a redaktor / Paní de Lafayette (1/2007), Český mýtus (2/2007), Witold Gombrowicz / Wojciech Wencel (3/2007), Marianne Moorová / Kamil Fiala (4/2007), Knihovny / Josef Kocourek (1/2008), Agosto 1968 / Józef Czapski (2/2008), Praha – Dublin / Próza ruských lágrů (3/2008), Aby Warburg / Kristina Tóth (4/2008), Rádiová umění (1/2009), Jiří Sozanský / Noví jihoameričtí básníci (2/2009), Štěpán Zavřel (3/2009), „Kauza Kundera“ rok poté (4/2009), Hledání Polska, Tři tváře polské poezie (1/2010), Alexie, Gao Xingian (2/2010), Havlíček, Jang Lien (3/2010), Dante, Arrabal (4/2010), Mo Yan, Lotyšská realita (1/2011), Aichingerová, Tomeš (2/2011), Deleuze, Bei Ling (3/2011), Šiškin, Sidonie Nádherná (4/2011), Ouředník, Bargielska (1/2012), Brousek, Wiener Gruppe, Hak (2/2012), Gruša, Short fiction: pět autorek (3/2012), Frameová, Winkler (4/2012), Edice Xin, Edwin Muir (1/2013), Blatný, Bretaň (2/2013), Zadražilová, Samizdat (3/2013), Neznámý Čapek, Kriwet (4/2013), Maďarská literatura, J. Rulf (1/2014), (Ne)francouzská poezie, Andersen (2/2014), Viola Fischerová, Wiener Gruppe II (3/2014), Filip Sklenář, Clara Janésová (4/2014), Petr Rákos, Flora Devatine (1/2015), Z čínských překladů, Oldřich Král (2/2015), Pouillon, Short fiction (3/2015), Walser, McGahern (4/2015), Zagajewski, Eliot (1/2016), F. Hölderlin, Maďarská literatura (2/2016), Gruberová-Goepfertová, Auerbach (3/2016), Bachmannová, Finští Švédové (4/2016), Pecka, Vránek (1/2017), Négritude, Ladislav Novák (2/2017), H. H. Jahnn, Čínské krásky (3/2017), M. Holub, F. Vodička (4/2017), Fučíková, Ouředník, Böll (1/2018), Šlejhar, Za Oldřichem Králem (2/2018), Maďaři o srpnu 68, Knižní pól (3–4/2018), Short fiction 3, Nodl (1/2019), Wernisch, Groarkeová (2/2019), James, Liška (3/2019), Opolský, Matoušek (4/2019).